# Чесс, Леонард
Леонард Чесс (англ. Leonard Chess, имя при рождении: Лейзор Чиж; 12 марта 1917 — 16 октября 1969) — видный деятель американской музыкальной индустрии, в качестве соруководителя и сооснователя (со своим младшим братом Филипом) легендарного лейбла звукозаписи Chess Records сыгравший центральную роль в рождении в послевоенное время движения чикагского электрического блюза и давший старт карьерам множества разнообразных знаменитых блюзовых музыкантов — от Мадди Уотерса до Хаулин Вулфа и от Хаулин Вулфа до Литл Уолтера.
В 1987 году Леонард Чесс был посмертно принят в Зал славы рок-н-ролла (в категории «Неисполнители»), а в 1995 (одновременно со своим братом Филом, тоже как «неисполнитель») — в Зал славы блюза.
Родился в Мотоле, Польша (современная Белоруссия) в польско-еврейской семье Иосифа Чижа и Цили Пулик. Эмигрировал в Нью-Йорк с матерью, сестрой Малкой и братом Фишелем в 1928 году. Вскоре они поселились в Чикаго, где отец открыл ликёро-водочный магазин.